# Ivanković Selo
Ivanković Selo – wieś w Chorwacji, w żupanii karlowackiej, w mieście Karlovac. W 2011 roku liczyła 25 mieszkańców.